# تپه بناوچ
تپه بناوچ مربوط به عصر مس است و در شهرستان جوانرود، روستای بناوچ واقع شده و این اثر در تاریخ ۲۳ شهریور ۱۳۸۲ با شمارهٔ ثبت ۱۰۱۲۹ به‌عنوان یکی از آثار ملی ایران به ثبت رسیده است.